# Cima della Cioccola
La Cima della Cioccola (1.581 m s.l.m) è una montagna del Gran Sasso, nell'Appennino abruzzese, posta nella parte sud-occidentale del massiccio montuoso, interamente nel comune di Civitella Casanova, nella provincia di Pescara, all'interno del Parco Nazionale del Gran Sasso e Monti della Laga, nel distretto delle Grandi Abbazie e nel territorio della Riserva regionale Voltigno e Valle d'Angri.

## Descrizione
Rappresenta l'importante chiave di accesso dai comuni di Civitella Casanova, Carpineto della Nora e Villa Celiera per giungere alla piana del Voltigno, della quale ogni comune ha una porzione.
A ricoprire il dorso e la cima della montagna è un estesissimo bosco di faggi, pioppi, betulle, abeti ed altri alberi montani tipici della flora vegetativa appenninica, denominato Bosco Battituro. In questo bosco, sul versante sud del monte, è possibile trovare una sorgente, Fonte dei Trocchi, la quale genera il torrente Fosso dei Trocchi; esso, una volta conosciuta l'affluenza del torrente Rivo Chiaro proveniente dalla copiosa sorgente Fonte Madonna, dà origine alla cascata di Rivo Chiaro. Da qui in poi il corso d'acqua prende il nome di Torrente Schiavone.

### Flora e fauna
Tipiche dei monti e dei paesaggi appenninici abruzzesi, in particolar modo delle specie di piante, fiori e animali presenti nel territorio del Parco Nazionale del Gran Sasso.

### Sci di fondo
È possibile praticare sport sciistico sul versante est del monte, su un impianto in fase di miglioramento in gran parte compreso nel comune di Civitella Casanova; questa pista, lunga circa 900 m, parte da una strada (1375 m ca) che costeggia il monte a nord-ovest e, in discesa per tutto il percorso, si riallaccia ad un'altra strada (1346 m) che percorre la montagna dal versante orientale al meridionale. entrambe le strade sono collegate fra di loro e per mezzo di esse è possibile raggiungere in macchina il Voltigno, la pista sciistica o il paese di Civitella.

### Rifugi
È possibile raggiungere due rifugi: rifugio Bufara, più vicino, (altitudine 1261 m) e rifugio Tricalle (altitudine 1246 m circa).

### Panorama
La forma acuta della montagna e la sua posizione garantiscono un amplissimo panorama su tutto il massiccio del Gran Sasso, Campo Imperatore, Voltigno, le stesse montagne di Civitella meno elevate (monte Colle Madonna e monte Cimoni), il massiccio della Majella e di tutto l'Abruzzo, dalla vallata del Pescara al Mare Adriatico e oltre.